# Lanfranco Margotti
Lanfranco Margotti (né en septembre 1558 à Parme en Émilie-Romagne, alors dans le duché de Parme et mort le 30 novembre 1611 à Rome), est un cardinal italien de l'Église catholique du XVIIe siècle.

## Biographie
Lanfranco Margotti est assistant de chambre et secrétaire du cardinal Cinzio Passeri Aldobrandini, secrétaire du pape Clément VIII et protonotaire apostolique.
Le pape Paul V le crée cardinal lors du consistoire du 24 novembre 1608. 
Le cardinal Margotti est légat apostolique en Avignon. En 1609, il est nommé évêque de Viterbe et est consacré le 15 février de la même année par Paul V avec comme co-consécrateurs Domenico Pinelli, Michelangelo Tonti et Fabrizio Verallo.

## Succession apostolique
Lanfranco Margotti a ordonné les évêques suivants :
- Évêque Ottavio Mancini (1611)